# Jutta Heine
Judith « Jutta » Heine, née le 16 septembre 1940 à Stadthagen, est une athlète allemande spécialiste des épreuves de sprint. 

## Carrière
Sélectionnée dans l'Équipe unifiée d'Allemagne lors des Jeux olympiques de 1960, elle se classe deuxième de l'épreuve 200 mètres, derrière l'Américaine Wilma Rudolph, et obtient une nouvelle médaille d'argent au titre du relais 4 × 100 m en compagnie de Martha Langbein, Anni Biechl et Brunhilde Hendrix.
En 1962, Jutta Heine remporte l'épreuve du 200 m des Championnats d'Europe de Belgrade en 23 s 5, devant la Britannique Dorothy Hyman. Elle s'adjuge par ailleurs deux nouvelles médailles d'argent sur 100 m, et avec ses coéquipières du relais 4 × 100 m. Elle est désignée personnalité sportive allemande de l'année.

### Palmarès
| Date | Compétition           | Lieu         | Résultat | Performance |
| ---- | --------------------- | ------------ | -------- | ----------- |
| 1960 | Jeux olympiques       | Rome         | 2e       | 200 m       |
| 1960 | Jeux olympiques       | Rome         | 2e       | 4 × 100 m   |
| 1962 | Championnats d'Europe | Belgrade     | 2e       | 100 m       |
| 1962 | Championnats d'Europe | Belgrade     | 1re      | 200 m       |
| 1962 | Championnats d'Europe | Belgrade     | 2e       | 4 × 100 m   |
| 1963 | Universiade           | Porto Alegre | 1re      | 200 m       |
| 1963 | Universiade           | Porto Alegre | 1re      | 80 m haies  |
| 1963 | Universiade           | Porto Alegre | 2e       | 4 × 100 m   |
| 1964 | Jeux olympiques       | Tokyo        | 5e       | 4 × 100 m   |

### Records
| Épreuve    | Performance | Lieu     | Date |
| ---------- | ----------- | -------- | ---- |
| 100 m      | 11 s 4      | Belgrade | 1962 |
| 200 m      | 23 s 3      | Malmö    | 1962 |
| 80 m haies | 10 s 7      | Brême    | 1962 |